# Limeum
Limeum — рід квіткових рослин. Він включає 25 видів з Африки й півдня Азії. 
Limeum традиційно вважався належним до Molluginaceae, але зараз розглядається як єдиний рід у родині Limeaceae. Родина нещодавно визнана завдяки дослідженням групи філогенії покритонасінних (система APG III), щоб вирішити давні філогенетичні труднощі з розміщенням різних родів у Caryophyllales. Limeum складається з напівчагарників і трав'янистих видів, що поширені в тропіках, східній і південній Африці та Південній Азії. Раніше тут розміщувався рід Macarturia з Австралії, але тепер виявлено, що він належить до Macarthuriaceae.

## Види
1. Limeum aethiopicum Burm.f.
2. Limeum africanum L.
3. Limeum angustifolium Verdc.
4. Limeum arabicum Friedrich
5. Limeum arenicola G.Schellenb.
6. Limeum argute-carinatum Wawra
7. Limeum deserticola Dinter & G.Schellenb.
8. Limeum diffusum (J.Gay) Schinz
9. Limeum dinteri G.Schellenb.
10. Limeum fenestratum (Fenzl) Heimerl
11. Limeum fruticosum Verdc.
12. Limeum humifusum Friedrich
13. Limeum humile Forssk.
14. Limeum katangense Hauman
15. Limeum madagascariense Sukhor.
16. Limeum myosotis H.Walter
17. Limeum obovatum Vicary
18. Limeum pauciflorum Moq.
19. Limeum praetermissum C.Jeffrey
20. Limeum pterocarpum (J.Gay) Heimerl
21. Limeum rhombifolium G.Schellenb.
22. Limeum subnudum Friedrich
23. Limeum sulcatum (Klotzsch) Hutch.
24. Limeum telephioides E.Mey. ex Fenzl
25. Limeum viscosum (J.Gay) Fenzl